# リリエンステルヌス
リリエンステルヌス（学名 Liliensternus）は、後期三畳紀（2億1000万年前）に現在のドイツに生息していたコエロフィシス上科の獣脚類恐竜の絶滅属の一つである。中型（体長約5 m）で二足歩行の地上性捕食者であった。ヨーロッパで発見された三畳紀の獣脚類としては既知では最も完全で、最大のものの一つである。

## 命名
属名および種小名Liliensternus liliensterni はアマチュア古生物学研究家で医学博士であるヒューゴ・リューレ・フォン・リリエンシュテルン伯爵に由来するものであり、リリエンシュテルンが1934年7月1日にドイツ、ベットハイムにある自身の城に古生物学博物館を作り、ドイツでの古生物学の振興に貢献したことに敬意を表したものである。リリエンステルヌスは1934年にフリードリヒ・フォン・ヒューネにより記載された。ヒューネは最初、ハルティコサウルス属の種として命名したためタイプ種はHalticosaurus  liliensterni と命名された。その後コンビナティオ・ノヴァでLiliensternus liliensterni となっている。

## 特徴

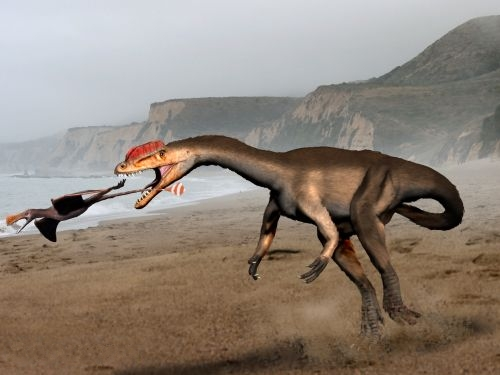
生態復元図

リリエンステルヌスは1988年のグレゴリー・ポールの推定によれば体長約5.15 m、体重127 kgほどである。他の推定では最大で体長5.2 m、体重200 kgとしている。2つの化石標本がともに一連のシンタイプ標本番号MB.R.2175とされている。この標本には少なくとも部分的および断片的な2個体の骨格が含まれており、 頭骨の要素、下顎、椎骨、肢から構成されている。 ディロフォサウルス同様、脛骨（409 mm）は大腿骨（440 mm）より短いが、より小型のコエロフィシス科の種よりは比較的長い。Paul (1988)ではこの点に基づいてリリエンステルスヌスはコエロフィシスとディロフォサウルスの中間であると指摘している。頭骨は発見されていないものの、たいていの場合ディロフォサウルスにみられるようなとさかを持つ姿で復元されている。ディロフォサウルス同様に腸骨が異常に短い。
Rauhut et al. (1998)では椎骨において仙椎が二つしか癒合していないことと、神経弓と椎体の縫合面がまだ見られることからタイプ標本の個体は幼体もしくは亜成体のものであるとしている。

### 誤認種
1993年にGilles Cunyおよびピーター・ガルトンはこの属の新種Liliensternus airelensis を記載した。しかし、他の研究者からはL. airelensis とタイプ種 L. liliensterni の違いが指摘されるようになっており、Martin EzcurrおよびCunyは2007年にこの標本を独自の属ロフォストロフェウスに分類した。

## 分類

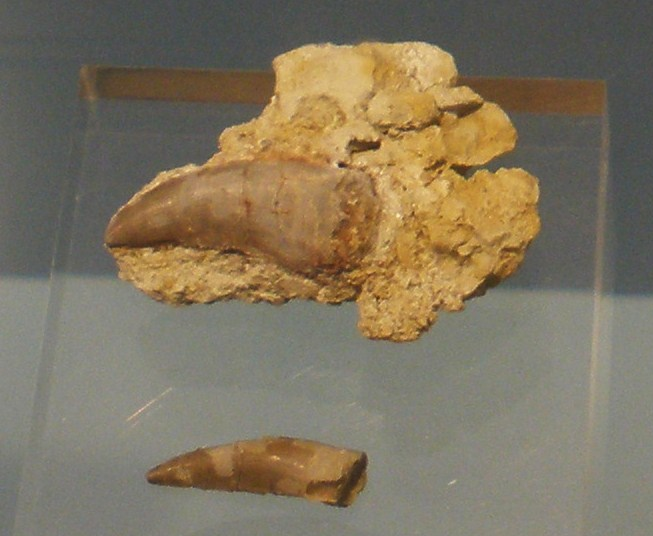
Liliensternus sp.とされた歯

1934年にヒューネは2体の骨格をHalticosaurus liliensterni と命名したものの、1934年にサミュエル・ポール・ウェルズはハルティコサウルスのタイプ種H. longotarsus は疑問名であると結論した。実際にハルティコサウルスについて書かれたほとんどの文献はH. liliensterniについてのものであった。そこでウェルズは新属リリエンステルヌスを創設した。この名は再びリューレ・フォン・リリエンシュテルンに献名されたものである。そしてこの新種はLiliensternus liliensterni となった。Rowe (1989)ではリエンステルヌスはディロフォサウルスより派生的であるとしている。1993年にCunyおよびガルトンによりフランスで発見された断片的な化石に基づいて第2の種Liliensternus airelensis が命名された。この種は頸椎に一対多く側腔を持っており、2007年に別の属ロフォストロフェウスとされた。最初はハルティコサウルス科（Halticosauridae）に分類されたものの現在では基底的なコエロフィシス上科と考えられている。

### 識別可能な解剖学的特長
記相（diagnosis）とはある生物（もしくは分類群）を全てのほかの生物から正確に識別するための解剖学的特徴である。記相となる特徴には固有派生形質も含まれるがそれが全てではない。固有派生形質は生物（もしくは分類群）に固有の解剖学的特徴である。
Rauhut (2000)に拠れば、リリエンステルヌス以下の特徴で識別される。
- 頸椎は横関節突起の後端から椎体の後腹側の端へと広がる広く、丸い縁により特徴付けられる。
- 頸椎に一対の側腔がある。
- 下横関節突起窩があまり発達していない。
- 頸椎の神経棘の基部に水平の縁がない。
- 腸骨の側面隆起が無い。

## 発見地と年代

L. liliensterni の描かれたベットハイムの紋章

一連のシンタイプHMN BM.R.2175 として指定されているリリエンステルヌスの標本はドイツ、テューリンゲン州のグローサー・グライフベルク近郊の中部コイパー層群のトロッシンゲン層で発見された。これらのシンタイプはCount Hugo Rühle von Liliensternにより1932年から1933年にかけての冬に三畳紀後期、ノール期（2億2800万年前-2億800万年前）の泥灰岩（石灰の多い泥岩）から発見された。1834年にバイエルン州のトロッシンゲン層のノール期の砂岩から発見された左の中足骨もこの属のものとされている。この中足骨は最初、Meyer (1855)で手もしくは足の要素として記載され、Huene (1908)でPlateosaurus engelhardti の恥骨の断片であるとされた。そして2003年にMoserによりリリエンステルヌスの中足骨の近位であると再同定された。Sander (1992)でもリリエンステルヌスの追加の標本が言及されており、この標本は1961年にスイス、アールガウ州のレーウェンシュタイン層の灰緑泥灰岩で発見されたものと考えられ、三畳紀後期ノール期のものとみられる。1913年にドイツ、バーデン＝ヴュルテンベルク州にあるレーウェンシュタイン層のノール期の暗赤色泥岩で収集された1本の歯についてもこの属が参照されている。1913年にドイツ、ザクセン＝アンハルト州にあるトロッシンゲン層にある三畳紀後期レート期（2億800万年前-2億100万年前）の青粘土岩で発見された標本が後の時代の地層で発見されこの属のものとされた唯一の標本である。リリエンステルヌスの標本は1969年にヒューゴ・リューレ・フォン・リリエンシュレルンの城から移され、現在はベルリンにあるフンボルト博物館に収蔵されている。

## 食性
リリエンステルヌスは活発な二足歩行の肉食動物であり、プラテオサウルスのような同時代の植物食動物を狩っていた可能性がある。スイス、ドイツのザクセン＝アンハルトで発見された標本やバーデン＝ヴュルテンベルクで発見された歯は爬虫類や獣弓類、プラテオサウルスのような恐竜が豊富な氾濫原にリリエンステルヌスが生息していたことを示唆している。 Paul (1988)ではリリエンステルヌスは鋭い歯列で原竜脚類や素早い鳥盤類の動きを封じていたとしている。
リリエンステルヌスが落とし主の可能性のある歯化石が、3回ほどプラテオサウルスの密集化石の中から発見されている。以前の解釈では、その場所が三畳紀の頃は沼地であり、そこに体重の重い大人のプラテオサウルスが嵌りこんで死亡したと考えられてきた。その根拠として流水では流されてしまう小動物の化石も共産している事が挙げられた。そしてプラテオサウルスの化石の多くは前半身や首が残っておらず、これはリリエンステルヌスのような肉食動物による死体漁りによる可能性がある。この沼地仮説については複数の意見や反論が提出されているが、最新の仮説でも沼地仮説は支持されている。ただし最新の仮説では多少改良が加えられているとはいえ、基本的には泥沼が大型動物の罠として機能したことが示されている。またこの論文では、沼地では体重の軽い幼体のプラテオサウルスや、同じく体重の軽い獣脚類は、泥に埋もれずに移動できた事が示された。つまりリリエンステルヌスが現場に居合わせた場合、彼らは安全に餌へありついた事になる。

## 参照
1. ↑  Rauhut, O.M.W. & A. Hungerbuhler, 1998, A review of European Triassic theropods. Gaia 15. 75-88.
2. 1 2 3  Paul, Gregory S. (1988). Predatory Dinosaurs of the World. Simon & Schuster. p. 267. ISBN 0-671-61946-2
3. ↑  “LILIENSTERNUS”.   Hostgator.com. 2013年7月8日閲覧。
4. 1 2  Mortimer, Mickey (2012年). “Coelophysoidea”. 2013年5月4日時点のオリジナルよりアーカイブ。2014年1月24日閲覧。
5. ↑  Cuny, Gilles; and Galton, Peter M. (1993). “Revision of the Airel theropod dinosaur from the Triassic-Jurassic boundary (Normany, France)”. Neues Jahrbuch für Geologie und Paläontologie, Abhandlungen 187 (3):  261–288.
6. ↑  Rauhut, Oliver W.M.; and Hungerbühler, A. (2002). “A review of European Triassic theropods”. Gaia 15:  75–88.
7. ↑  Ezcurra, Martin D.; and Cuny, Gilles (2007). “The coelophysoid Lophostropheus airelensis, gen. nov.: a review of the systematics of "Liliensternus" airelensis from the Triassic-Jurassic boundary outcrops of Normandy (France)”. Journal of Vertebrate Paleontology 27 (1):  73–86. doi:10.1671/0272-4634(2007)27[73:TCLAGN]2.0.CO;2.
8. ↑  Hans-Dieter Sues, Sterling J. Nesbitt, David S. Berman and Amy C. Henrici (2011). "A late-surviving basal theropod dinosaur from the latest Triassic of North America". Proceedings of the Royal Society B 278 (1723): 3459–3464
9. ↑  S.P. Welles, 1984, "Dilophosaurus wetherilli (Dinosauria, Theropoda): osteology and comparisons", Palaeontographica Abteilung A 185: 85-180
10. ↑  Ezcurra, M.D, and Cuny, G. (2007). "The coelophysoid Lophostropheus airelensis, gen. nov.: a review of the systematics of "Liliensternus" airelensis from the Triassic-Jurassic boundary outcrops of Normandy (France)." Journal of Vertebrate Paleontology, 27(1): 73-86.
11. ↑  Rauhut, 2000. The interrelationships and evolution of basal theropods (Dinosauria, Saurischia). Ph.D. dissertation, Univ. Bristol [U.K.]. 440 pp.
12. ↑  http://www.ngw.nl/int/dld/b/bedheim.htm
13. ↑  Barbara A. R. Mohr, Evelyn Kustatscher, Cornelia Hiller and Gottfried Böhme, 2008, "Hugo Rühle v. Lilienstern and his palaeobotanical collection – an East-West German story", Earth Sciences History, 27: 278-296
14. ↑  F. v. Huene, 1934, "Ein neuer Coelurosaurier in der thüringischen Trias", Paläontologische Zeitschrift 16(3/4): 145-170
15. ↑  Moser, 2003. Plateosaurus engelhardti Meyer, 1837 (Dinosauria: Sauropodomorpha) aus dem Feuerletten (Mittelkeuper; Obertrias) von Bayern. Zitteliana B 24, 3-186.
16. ↑  Sander, 1992. The Norian Plateosaurus bonebeds of central Europe and their taphonomy. Palaeogeography, Palaeoclimatology, Palaeoecology. 93:255-296.
17. ↑  O. Jaekel. 1913. Über die Wirbeltierfunde in der oberen Trias von Halberstadt [On the vertebrate finds in the Upper Triassic of Halberstadt]. Paläontologische Zeitschrift 1:155-215
18. 1 2  Sander, P.M. (1992). "The Norian Plateosaurus bonebeds of central Europe and their taphonomy". Palaeogeography, Palaeoclimatology, Palaeoecology. 93 (3–4): 255–299. Bibcode:1992PPP....93..255M. doi:10.1016/0031-0182(92)90100-J.
19. ↑  本種の体重は獲物に比べて非常に軽い